# 德廷根战役
德廷根战役（德语: Schlacht bei Dettingen）发生于1743年6月16日，是奥地利王位继承战争的其中一场战役。这场战役是直至现今为止，最后一次由英国国王亲自率军战斗的战役。英军与汉诺瓦、黑森等「国事遗诏军」（Pragmatic Army）（下称联军）共三万五千人，打败了由阿德里安·诺阿耶率领的二万六千名法军，虽然英法双方仍未宣战。联军称为「国事遗诏军」的原因是这支军队所属的数个国家都承认1713年国事遗诏及确认玛丽娅·特蕾西娅能继承哈布斯堡王朝。
联军最初于开战时有44,000人，包括16,000名英军、16,000名汉诺瓦军队、和小部分的奥、荷、和黑森军队。在战斗之前，法军切断了联军的补给线，联军因缺乏物资造成了严重的损失。令情况更坏的是，若撤退到哈瑙，在途中将要受到诺阿耶所率领的法军一连串的骚扰。

## 战斗

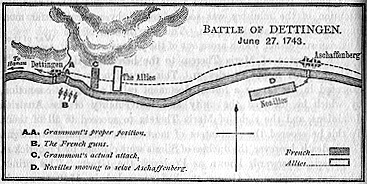
德廷根战役图

联军走出阿沙芬堡，沿着美因河北岸的一线行军，并堕进了诺阿耶于德廷根村所设下的陷阱。在那里，流入美因河的一条小河的后面，诺阿耶安排了格拉蒙公爵率领军队拦截联军，这支军队沿着美因河南岸部署，炮兵在这里能毫无阻挡地攻击联军的左翼。其它的法军则在联军背后渡过美因河，向阿沙芬堡进军。布满树木的山丘转移了格拉蒙公爵的位置，保护了联军的右翼。时间过了六个小时，英军开始在这个被局限的地方组织攻势。在这段时间里，佐治二世的座骑亦走失了。最终，格拉蒙公爵违抗了命令，他急躁地下令皇家卫骑兵向联军进攻，起初获得了一些成果。可是，这些进攻迫使法军的火炮停止开火，而且削弱了法军的防守。联军之后的反击迫使格拉蒙公爵的军渡过了美因河，为联军开启了往哈瑙的退路，联军得以撤退及重新补给，法军的目的失败告终。